# 27

## Події
- Луцій Кальпурній Пізон і Марк Ліциній Красс Фругі стають римськими консулами[1].
- Пожежа в Римі[2].

### Астрономічні явища
- 26 січня. Кільцеподібне сонячне затемнення.[3]
- 22 липня. Повне сонячне затемнення.[3]
- римська провінція Лузітанія
- придушено повстання червонобрових

## Народились
- Марк Ліциній Красс Фругі (консул 64 року)
- Косс Корнелій Лентул (консул 60 року)
- Ван Чун
- Ірод Агріппа II

## Померли
- Лю Пенцзи